# SIL International
Este artículo trata sobre la organización SIL Internacional. Para el río, véase Río Sil.
SIL International (también conocido como Summer Institute of Linguistics, Instituto Lingüístico de Verano) es una organización sin ánimo de lucro perteneciente al cristianismo evangélico, cuya finalidad principal es recopilar y difundir documentación sobre las lenguas menos conocidas, con el propósito de traducir la Biblia a dichas lenguas. Esta institución mantiene la base de datos Ethnologue, y se centra principalmente en las lenguas no escritas.

## Historia
SIL International, inicialmente llamado Summer Institute of Linguistics, comenzó como un pequeño curso de verano práctico en Arkansas en 1934 para misioneros de lo que más adelante se convirtió en Wycliffe Bible Translators.  El SIL tiene registradas y catalogadas mediante su código unas 7000 lenguas en Ethnologue.
En 1951, publicó el trabajo Ethnologue enumerando todos los idiomas del mundo, clasificados geográficamente. La edición de 1984 estableció el "código SIL" para identificar cada idioma descrito. 
En 2023, la organización dijo que tenía 1,631 proyectos de idiomas en 98 países y 4,200 empleados de 84 países.

## Afiliaciones
La organización es miembro del Forum of Bible Agencies International y Micah Network, quien es miembro de la Alianza Evangélica Mundial.
SIL es socio de UNESCO y Wycliffe Global Alliance.

## Controversias
En 1974, José Joaquim Matallana, director de seguridad de Colombia, acusó al SIL de tráfico de esmeraldas y explotación de recursos naturales. Para reforzar este hecho se afirma que las organizaciones humanitarias de la familia Rockefeller (dedicada al petróleo) financian el SIL. Por estas razones fueron expulsados de Ecuador en 1980. También en los 80 fueron expulsados de Brasil, México y Panamá, y su presencia fue restringida en Colombia y Perú.